# Айсліп (Нью-Йорк)
Айсліп (англ. Islip) — місто (англ. town) в США, в окрузі Саффолк штату Нью-Йорк. Населення — 339 938 осіб (2020).

## Демографія
Згідно з переписом 2010 року, у місті мешкали 335 543 особи в 103 631 домогосподарстві у складі 79 096 родин. Було 110665 помешкань
Расовий склад населення:
| - 73,3 % — білих - 9,5 % — чорних або афроамериканців - 2,9 % — азіатів - 0,5 % — корінних американців - 10,6 % — осіб інших рас |

До двох чи більше рас належало 3,2 %. Частка іспаномовних становила 29,0 % від усіх жителів.
За віковим діапазоном населення розподілялося таким чином: 25,0 % — особи молодші 18 років, 63,3 % — особи у віці 18—64 років, 11,7 % — особи у віці 65 років та старші. Медіана віку мешканця становила 37,6 року. На 100 осіб жіночої статі у місті припадало 97,2 чоловіків;  на 100 жінок у віці від 18 років та старших — 94,6 чоловіків також старших 18 років.
Середній дохід на одне домашнє господарство  становив 109 660 доларів США (медіана — 90 278), а середній дохід на одну сім'ю — 120 308 доларів (медіана — 101 630). Медіана доходів становила 55 886 доларів для чоловіків та 46 051 долар для жінок. За межею бідності перебувало 8,0 % осіб, у тому числі 10,8 % дітей у віці до 18 років та 6,7 % осіб у віці 65 років та старших.
Цивільне працевлаштоване населення становило 170 304 особи. Основні галузі зайнятості: освіта, охорона здоров'я та соціальна допомога — 25,8 %, роздрібна торгівля — 12,1 %, науковці, спеціалісти, менеджери — 10,6 %, виробництво — 10,1 %.